# Montalban (famiglia)
I Montalban sono un'antica e nobile famiglia veneta testimoniata fin dal XIV secolo come membra aggregata al nobile Consiglio di Conegliano.

## Storia

### Le origini: i della Fratta diventano Montalban
Leggenda vuole che i della Fratta provenissero dalla Francia e che fossero paladini di Carlo Magno. In una lettera del 1537, Marco II Montalban scrive al re di Francia Francesco I cercando di legittimare le sue nobili origini francesi e chiarendo come i suoi antenati della Fratta siano fuggiti dal paese ai tempi di Ottone I rifugiandosi a Venezia. Fuori da ogni genesi mitologica, i della Fratta risultano aggregati al nobile Consiglio di Conegliano sin da 1180 e nel corso dei secoli svolsero importanti funzioni nell'amministrazione pubblica, ricoprendo i ruoli di giudici e notai oltre che religiosi e cavalieri. È probabile che i della Fratta traggano il proprio cognome dalla località, nei pressi di Fossalta di Portogruaro, dove un tempo sorgeva un castello oggi scomparso. Lo stesso Ippolito Nievo svolge i fatti narrati ne Le confessioni di un italiano attorno al castello di Fratta.
I Montalban comparvero per la prima volta negli archivi cittadini di Conegliano a partire da Jacobino della Fratta di Monte Albano che nel 1327 sposò Margherita Venier e da quel momento mutò il proprio cognome mantenendo solo Montalban. Sull'origine del cognome Motalban, alcuni indizi porterebbero a Colloredo di Monte Albano: il legame tra la località e i Montalban si potrebbe ricondurre alla famiglia dei Colloredo, importante feudataria della zona. l toponimo Monte Albano da cui deriverebbe in seguito il cognome della famiglia, secondo un'antica leggenda deriverebbe dal nome del fondatore del casato dei Colloredo: Albano di Waldsee, giunto dalla Svevia attorno al X secolo. In oltre non è da dimenticare che i Colloredo nel corso del Quattrocento e del Cinquecento si legò matrimonialmente con i Montalban diverse volte.

## Montalban conti di Prata

### La nobiltà
L'importanza dei Montalban crebbe nel tempo assieme alla loro vocazione di grandi proprietari terrieri. Già nel Quattrocento i Montalban si erano arricchiti sfruttando la fragilità del principato patriarcale di Aquileia ormai giunto alle sue ultime fiate. Nel Cinquecento avevano invece saputo sfruttare la crisi marittima della Serenissima e lo scarso interesse di essa per l'entroterra agricolo che versava in una crisi generale. Il contesto politico fu la base su cui la famiglia Montalban accrebbe il patrimonio famigliare attraverso anche l'utilizzo dell'intimidazione.
La ricchezza di terre fu accompagnata dai sapienti matrimoni politici. Attraverso il legame matrimoniale si palesava l'aspirazione della famiglia ad accrescere il proprio peso politico ed economico. Alcuni esempi sono il matrimonio tra Marco II e Ortensia di Colloredo (1515-1557) e il matrimonio del figlio Pietro III con Giulia Savorgnan, due delle più potenti famiglie feudali del Friuli. La stessa figlia di Pietro III, Ortensia (in onore della nonna Colloredo), verrà maritata nel 1590 con il cugino Antonio Savorgnan.
I titoli e i privilegi politici vennero di conseguenza al loro accresciuto peso politico-economico: con diploma 28 novembre 1575 l'imperatore Massimiliano II d'Asburgo riconosceva il titolo di Conte a Pietro III Montalban (figlio di Marco II) e dei suoi eredi. Pietro nel 1574 era già stato riconosciuto Cavaliere dal re Enrico III di Francia in visita a Conegliano e aveva ottenuto il diritto di aggiungere una croce argentata allo stemma. Il 10 marzo 1598 finalmente la famiglia Montalban ottenne prerogative feudali a Prata per acquisizione dalla famiglia Florida di Spilinbergo, su concessione del doge Marino Grimani che insignì Pietro anche del cavalierato di San Marco. Si dovette aspettare il 1628 e l'imperatore Ferdinando II d'Asburgo perché i due fratelli Marco e Niccolò Montalban, figli di Pietro III, venissero creati Marchesi nel circolo della Franconia Orientale.

### Ramo collaterale: i Montalban di Belluno
Discendente di Marco (figlio di Pietro III), il conte Ernesto Augusto Niccolò nacque a Conegliano il 6 dicembre 1745 e si sposò il 12 novembre 1799 con Elisabetta Croda. Dal matrimonio nacquero nove figli (cinque maschi e quattro femmine). La secondogenita Adriana era nata nel 1803 e fu sposata al Marchese Pietro Fulcis nel 1829, ricco nobile e possidente di Belluno. La discendenza maschile della coppia non fu però garantita, tanto che alcuni possedimenti Bellunesi dei Fulcis passarono ai Montalban. Il conte Francesco Pietro, nato nel 1809 era il quartogenito maschio del conte Ernesto Augusto Niccolò e unico dei numerosi figli ad aver garantito una discendenza solida al padre. Francesco Pietro fu sposato a Caterina Vascellari da cui ebbe una figlia femmina, Maria Elisabetta e un figlio maschio di nome Riccardo.
Riccardo Montalban era nato a Conegliano nel 1843 e fu lui ad ereditare la fortuna bellunese dei Miari-Fulcis. Si sposò con la nobile di origini siriane Carolina von Cassis-Faraone, venuta alla luce nel 1851 dal conte Pompeo von Cassis-Faraone (1794-1856) e dalla contessa Giovanna di Colloredo-Mels (1814-1890). La coppie ebbe due figli: Ernesto, nato ad Auronzo di Cadore nel 1882 e Adriana (in onore della zia del padre), nata a Belluno nel 1884. Dopo il trasferimento a Belluno nel 1883, alla morte della zia Adriana, Riccardo s'impegnò attivamente nella vita politica della comunità, tanto da ricoprire per numerosi anni cariche all'interno del consiglio comunale. Nel novembre del 1897 coronò la carriera politica diventando sindaco. La moglie Carolina von Cassis-Faraone negli stessi anni vendeva dei lotti di terreno in suo possesso nei pressi di Aquileia al ricco imprenditore Ettore Ritter che stava conducendo gli scavi archeologici che avrebbero portato alla luce i resti dell'antica città romana. Ancora oggi la sede del Museo archeologico nazionale di Aquileia è ubicata nella Villa dei conti Cassis-Faraone. Seguendo le orme del padre Riccardo, anche il figlio Ernesto (1882-1937) fu attivo nella vita politica bellunese gestendo i possedimenti boschivi di proprietà della famiglia e finanziando la compagnia teatrale di Belluno. Ernesto sposò la nobile Giuseppina Frigimelica a Belluno nel 1907, discendente dell'architetto e librettista Girolamo Frigimelica-Roberti la cui famiglia nel tardo settecento aveva ricevuto il diploma di nobiltà. Il padre di Giuseppina si chiamava Francesco ed era ingegnere e membro del consiglio comunale di Belluno negli stessi anni di Riccardo. Nella loro villa di Safforze la famiglia Montalban ospitò nel 1903 Re Vittorio Emanuele III e la Regina Elena in visita. Ernesto e Giuseppina ebbero tre figli: Carolina, Riccardo e Laura. 
Riccardo, l'unico figlio maschio di Ernesto e Giuseppina non ebbe eredi, fu uno stravagante libertino sempre in viaggio per l'Europa; morì negli anni Settanta in Germania. Con la morte di Riccardo si estinse il ramo di nobiltà più antica della famiglia. 
Carolina sposò Arturo Stiz, di famiglia borghese ma da comprovata fede patriottica: il nonno di Arturo, Pietro fu incarcerato dagli austriaci durante la terza guerra d'indipendenza per aver organizzato una rivolta popolare a Belluno. Il fratello di Arturo, Paolo Stiz divenne ufficiale d'artiglieria e il nipote Giancarlo Stiz fu un noto magistrato. 
Laura, la terza figlia, in gioventù fu dama di compagnia a Roma, presso una ricca famiglia ebraica. Con le leggi razziali e l'avvento della guerra fu costretta a fuggire: ripiegò prima verso Belluno e poi sulla parte bresciana del Lago di Garda, dove trascorse il resto della sua vita. 
La famiglia era caduta in disgrazia dopo gli eventi della prima guerra mondiale che avevano fortemente danneggiato la loro residenza sulle sponde del fiume Piave. Alla morte di Ernesto nel 1937 Giuseppina trascorse i suoi ultimi anni presso la sagrestia della piccola chiesa di Sant'Aronne a Cusighe, dove oggi è sepolta.

### Genealogia dei Montalban conti di Prata
|                                                        |                                                        |                                       |                                       |                                      |                                                                        |                                                                        |                                                           |                                                           |                                                                 |                                                                 |                                              |                                              |                                  |                                  |                                                                                |                                                                                |                                                   |                                                   |                                                                      |                                                                                              |                                                                                              |                                                                         |                                                                  |                                     |
|                                                        |                                                        |                                       |                                       |                                      |                                                                        |                                                                        | Alessandro I Montalban Caterina di Polcenigo              |                                                           |                                                                 |                                                                 |                                              |                                              |                                  |                                  |                                                                                |                                                                                |                                                   |                                                   |                                                                      |                                                                                              |                                                                                              |                                                                         |                                                                  |                                     |
|                                                        |                                                        |                                       |                                       |                                      |                                                                        |                                                                        |                                                           |                                                           |                                                                 |                                                                 |                                              |                                              |                                  |                                  |                                                                                |                                                                                |                                                   |                                                   |                                                                      |                                                                                              |                                                                                              |                                                                         |                                                                  |                                     |
|                                                        |                                                        |                                       |                                       |                                      |                                                                        |                                                                        |                                                           |                                                           |                                                                 |                                                                 |                                              |                                              |                                  |                                  |                                                                                |                                                                                |                                                   |                                                   |                                                                      |                                                                                              |                                                                                              |                                                                         |                                                                  |                                     |
|                                                        |                                                        |                                       |                                       |                                      |                                                                        |                                                                        | Pietro II Montalban †?                                    |                                                           |                                                                 |                                                                 |                                              |                                              |                                  |                                  |                                                                                |                                                                                |                                                   |                                                   |                                                                      |                                                                                              |                                                                                              |                                                                         |                                                                  |                                     |
|                                                        |                                                        |                                       |                                       |                                      |                                                                        |                                                                        |                                                           |                                                           |                                                                 |                                                                 |                                              |                                              |                                  |                                  |                                                                                |                                                                                |                                                   |                                                   |                                                                      |                                                                                              |                                                                                              |                                                                         |                                                                  |                                     |
|                                                        |                                                        |                                       |                                       |                                      |                                                                        |                                                                        |                                                           |                                                           |                                                                 |                                                                 |                                              |                                              |                                  |                                  |                                                                                |                                                                                |                                                   |                                                   |                                                                      |                                                                                              |                                                                                              |                                                                         |                                                                  |                                     |
|                                                        |                                                        |                                       |                                       |                                      |                                                                        | Marco II Montalban Ortensia di Colloredo                               | Marco II Montalban Ortensia di Colloredo                  | Alessandro II Montalban †?                                | Alessandro II Montalban †?                                      |                                                                 |                                              |                                              |                                  |                                  |                                                                                |                                                                                |                                                   |                                                   |                                                                      |                                                                                              |                                                                                              |                                                                         |                                                                  |                                     |
|                                                        |                                                        |                                       |                                       |                                      |                                                                        |                                                                        |                                                           |                                                           |                                                                 |                                                                 |                                              |                                              |                                  |                                  |                                                                                |                                                                                |                                                   |                                                   |                                                                      |                                                                                              |                                                                                              |                                                                         |                                                                  |                                     |
|                                                        |                                                        |                                       |                                       |                                      |                                                                        |                                                                        |                                                           |                                                           |                                                                 |                                                                 |                                              |                                              |                                  |                                  |                                                                                |                                                                                |                                                   |                                                   |                                                                      |                                                                                              |                                                                                              |                                                                         |                                                                  |                                     |
|                                                        |                                                        |                                       |                                       |                                      | Pietro III Montalbna, I conte di Prata Giulia Savorgnan del Torre      | Pietro III Montalbna, I conte di Prata Giulia Savorgnan del Torre      | Matteo II Montalban †?                                    | Matteo II Montalban †?                                    |                                                                 |                                                                 |                                              |                                              |                                  |                                  |                                                                                |                                                                                |                                                   |                                                   |                                                                      |                                                                                              |                                                                                              |                                                                         |                                                                  |                                     |
|                                                        |                                                        |                                       |                                       |                                      |                                                                        |                                                                        |                                                           |                                                           |                                                                 |                                                                 |                                              |                                              |                                  |                                  |                                                                                |                                                                                |                                                   |                                                   |                                                                      |                                                                                              |                                                                                              |                                                                         |                                                                  |                                     |
|                                                        |                                                        |                                       |                                       |                                      |                                                                        |                                                                        |                                                           |                                                           |                                                                 |                                                                 |                                              |                                              |                                  |                                  |                                                                                |                                                                                |                                                   |                                                   |                                                                      |                                                                                              |                                                                                              |                                                                         |                                                                  |                                     |
|                                                        |                                                        | Alessandro III Montalban [1586-†1616] | Alessandro III Montalban [1586-†1616] | Niccolò Montalban, conte di Prata †? | Niccolò Montalban, conte di Prata †?                                   | Ortensia Montalban †?                                                  | Ortensia Montalban †?                                     | Marco III Montalban, conte di Prata †?                    | Marco III Montalban, conte di Prata †?                          |                                                                 |                                              |                                              |                                  |                                  |                                                                                |                                                                                |                                                   |                                                   |                                                                      |                                                                                              |                                                                                              |                                                                         |                                                                  |                                     |
|                                                        |                                                        |                                       |                                       |                                      |                                                                        |                                                                        |                                                           |                                                           |                                                                 |                                                                 |                                              |                                              |                                  |                                  |                                                                                |                                                                                |                                                   |                                                   |                                                                      |                                                                                              |                                                                                              |                                                                         |                                                                  |                                     |
|                                                        |                                                        |                                       |                                       |                                      |                                                                        |                                                                        |                                                           |                                                           |                                                                 |                                                                 |                                              |                                              |                                  |                                  |                                                                                |                                                                                |                                                   |                                                   |                                                                      |                                                                                              |                                                                                              |                                                                         |                                                                  |                                     |
|                                                        |                                                        |                                       |                                       | Pietro Arnolfo Montalban †?          | Pietro Arnolfo Montalban †?                                            |                                                                        |                                                           | Ernesto Augusto I Montalban, conte di Prata †?            | Ernesto Augusto I Montalban, conte di Prata †?                  |                                                                 |                                              |                                              |                                  |                                  |                                                                                |                                                                                |                                                   |                                                   |                                                                      |                                                                                              |                                                                                              |                                                                         |                                                                  |                                     |
|                                                        |                                                        |                                       |                                       |                                      |                                                                        |                                                                        |                                                           |                                                           |                                                                 |                                                                 |                                              |                                              |                                  |                                  |                                                                                |                                                                                |                                                   |                                                   |                                                                      |                                                                                              |                                                                                              |                                                                         |                                                                  |                                     |
|                                                        |                                                        |                                       |                                       |                                      |                                                                        |                                                                        |                                                           |                                                           |                                                                 |                                                                 |                                              |                                              |                                  |                                  |                                                                                |                                                                                |                                                   |                                                   |                                                                      |                                                                                              |                                                                                              |                                                                         |                                                                  |                                     |
|                                                        |                                                        |                                       |                                       |                                      |                                                                        |                                                                        | Pietro IV Montalban, conte di Prata Orsolina Cesara Miari | Pietro IV Montalban, conte di Prata Orsolina Cesara Miari | Marco Montalban †?                                              | Marco Montalban †?                                              |                                              |                                              |                                  |                                  |                                                                                |                                                                                |                                                   |                                                   |                                                                      |                                                                                              |                                                                                              |                                                                         |                                                                  |                                     |
|                                                        |                                                        |                                       |                                       |                                      |                                                                        |                                                                        |                                                           |                                                           |                                                                 |                                                                 |                                              |                                              |                                  |                                  |                                                                                |                                                                                |                                                   |                                                   |                                                                      |                                                                                              |                                                                                              |                                                                         |                                                                  |                                     |
|                                                        |                                                        |                                       |                                       |                                      |                                                                        |                                                                        |                                                           |                                                           |                                                                 |                                                                 |                                              |                                              |                                  |                                  |                                                                                |                                                                                |                                                   |                                                   |                                                                      |                                                                                              |                                                                                              |                                                                         |                                                                  |                                     |
| Francesco Montalban, conte di Prata Maria Anna Romieri | Francesco Montalban, conte di Prata Maria Anna Romieri |                                       |                                       |                                      | Silvestro Pietro Montalban, conte di Prata 1744-†? Caterina Frangipane | Silvestro Pietro Montalban, conte di Prata 1744-†? Caterina Frangipane |                                                           |                                                           |                                                                 |                                                                 |                                              |                                              |                                  |                                  | Ernesto Augusto Niccolò II Montalban, conte Montalban 1745-†? Elisabetta Croda | Ernesto Augusto Niccolò II Montalban, conte Montalban 1745-†? Elisabetta Croda |                                                   |                                                   |                                                                      |                                                                                              |                                                                                              |                                                                         |                                                                  |                                     |
|                                                        |                                                        |                                       |                                       |                                      |                                                                        |                                                                        |                                                           |                                                           |                                                                 |                                                                 |                                              |                                              |                                  |                                  |                                                                                |                                                                                |                                                   |                                                   |                                                                      |                                                                                              |                                                                                              |                                                                         |                                                                  |                                     |
|                                                        |                                                        |                                       |                                       |                                      |                                                                        |                                                                        |                                                           |                                                           |                                                                 |                                                                 |                                              |                                              |                                  |                                  |                                                                                |                                                                                |                                                   |                                                   |                                                                      |                                                                                              |                                                                                              |                                                                         |                                                                  |                                     |
| Francesco Antonio Riccardo 1819-†1823                  | Francesco Antonio Riccardo 1819-†1823                  |                                       |                                       |                                      | Agnese Montalban sp. conte Gritti                                      | Agnese Montalban sp. conte Gritti                                      | Pietro Marco Montalban 1800-†?                            | Pietro Marco Montalban 1800-†?                            | Adriana Cesana Montalban 1802- †1883 sp. marchese Pietro Fulcis | Adriana Cesana Montalban 1802- †1883 sp. marchese Pietro Fulcis | Piero Luigi Montalban 1803-†? Teresa Bressan | Piero Luigi Montalban 1803-†? Teresa Bressan | Maria Girolama Montalban 1804-†? | Maria Girolama Montalban 1804-†? | Silvestro Pietro II Montalban 1805-†?                                          | Silvestro Pietro II Montalban 1805-†?                                          | Virginia Montalban 1807-†?                        | Virginia Montalban 1807-†?                        | Chiara Giovanna Montalban 1808-†?                                    | Chiara Giovanna Montalban 1808-†?                                                            | Francesco Pietro Montalban, conte Montalban 1809-†? Caterina Vascellari                      | Francesco Pietro Montalban, conte Montalban 1809-†? Caterina Vascellari | Nicola Alessandro Montalban 1811-†?                              | Nicola Alessandro Montalban 1811-†? |
|                                                        |                                                        |                                       |                                       |                                      |                                                                        |                                                                        |                                                           |                                                           |                                                                 |                                                                 |                                              |                                              |                                  |                                  |                                                                                |                                                                                |                                                   |                                                   |                                                                      |                                                                                              |                                                                                              |                                                                         |                                                                  |                                     |
|                                                        |                                                        |                                       |                                       |                                      |                                                                        |                                                                        |                                                           |                                                           |                                                                 |                                                                 |                                              |                                              |                                  |                                  |                                                                                |                                                                                |                                                   |                                                   |                                                                      |                                                                                              |                                                                                              |                                                                         |                                                                  |                                     |
|                                                        |                                                        |                                       |                                       |                                      |                                                                        |                                                                        |                                                           |                                                           |                                                                 |                                                                 |                                              |                                              |                                  |                                  |                                                                                |                                                                                |                                                   |                                                   |                                                                      | Riccardo Montalban I, conte Montalban, sindaco di Belluno 1843-†1906 Carolina Cassis-Faraone | Riccardo Montalban I, conte Montalban, sindaco di Belluno 1843-†1906 Carolina Cassis-Faraone | Maria Elisabetta Maddalena Montalban 1842 - †? sposata Dal Molin        | Maria Elisabetta Maddalena Montalban 1842 - †? sposata Dal Molin |                                     |
|                                                        |                                                        |                                       |                                       |                                      |                                                                        |                                                                        |                                                           |                                                           |                                                                 |                                                                 |                                              |                                              |                                  |                                  |                                                                                |                                                                                |                                                   |                                                   |                                                                      |                                                                                              |                                                                                              |                                                                         |                                                                  |                                     |
|                                                        |                                                        |                                       |                                       |                                      |                                                                        |                                                                        |                                                           |                                                           |                                                                 |                                                                 |                                              |                                              |                                  |                                  |                                                                                |                                                                                |                                                   |                                                   |                                                                      |                                                                                              |                                                                                              |                                                                         |                                                                  |                                     |
|                                                        |                                                        |                                       |                                       |                                      |                                                                        |                                                                        |                                                           |                                                           |                                                                 |                                                                 |                                              |                                              |                                  |                                  |                                                                                |                                                                                |                                                   |                                                   | Ernesto Montalban, conte Montalban 1882-†1937 Giuseppina Frigimelica | Ernesto Montalban, conte Montalban 1882-†1937 Giuseppina Frigimelica                         | Adriana Montalban 1884-†?                                                                    | Adriana Montalban 1884-†?                                               |                                                                  |                                     |
|                                                        |                                                        |                                       |                                       |                                      |                                                                        |                                                                        |                                                           |                                                           |                                                                 |                                                                 |                                              |                                              |                                  |                                  |                                                                                |                                                                                |                                                   |                                                   |                                                                      |                                                                                              |                                                                                              |                                                                         |                                                                  |                                     |
|                                                        |                                                        |                                       |                                       |                                      |                                                                        |                                                                        |                                                           |                                                           |                                                                 |                                                                 |                                              |                                              |                                  |                                  |                                                                                |                                                                                |                                                   |                                                   |                                                                      |                                                                                              |                                                                                              |                                                                         |                                                                  |                                     |
|                                                        |                                                        |                                       |                                       |                                      |                                                                        |                                                                        |                                                           |                                                           |                                                                 |                                                                 |                                              |                                              |                                  |                                  |                                                                                |                                                                                | Riccardo II Montalban, conte Montalban 1910-†1971 | Riccardo II Montalban, conte Montalban 1910-†1971 | Carolina Montalban 1908-†1996 sp. Arturo Stiz                        | Carolina Montalban 1908-†1996 sp. Arturo Stiz                                                | Laura Montalban 1909-†?                                                                      | Laura Montalban 1909-†?                                                 |                                                                  |                                     |

## Montalban del ramo di Gio Batta

### La nobiltà
Gio Batta Montalban fu un ricco possidente attivo a cavallo tra Cinquecento e Seicento. Fu cavaliere dell'Ordine Geroṡolimitano  e aggregato al nobile consiglio di Conegliano dal 31 ottobre 1607. Gio Batta, era un lontano cugino di Pietro III, infatti entrambi potevano vantare la discendenza dall'antico casato dei dalla Fratta. Il ramo di Gio Batta ricevette il riconoscimento della nobiltà più tardi, con ducale 24 settembre 1767 a nome del nipote Girolamo Montalban che secondo le fonti finanziava alla Serenissima un contingente di 75 uomini armati. Questo è l'unico ramo dei Montalban ancora esistente.

## Membri illustri del ramo di Gio Batta

### Maddalena Montalban Comello

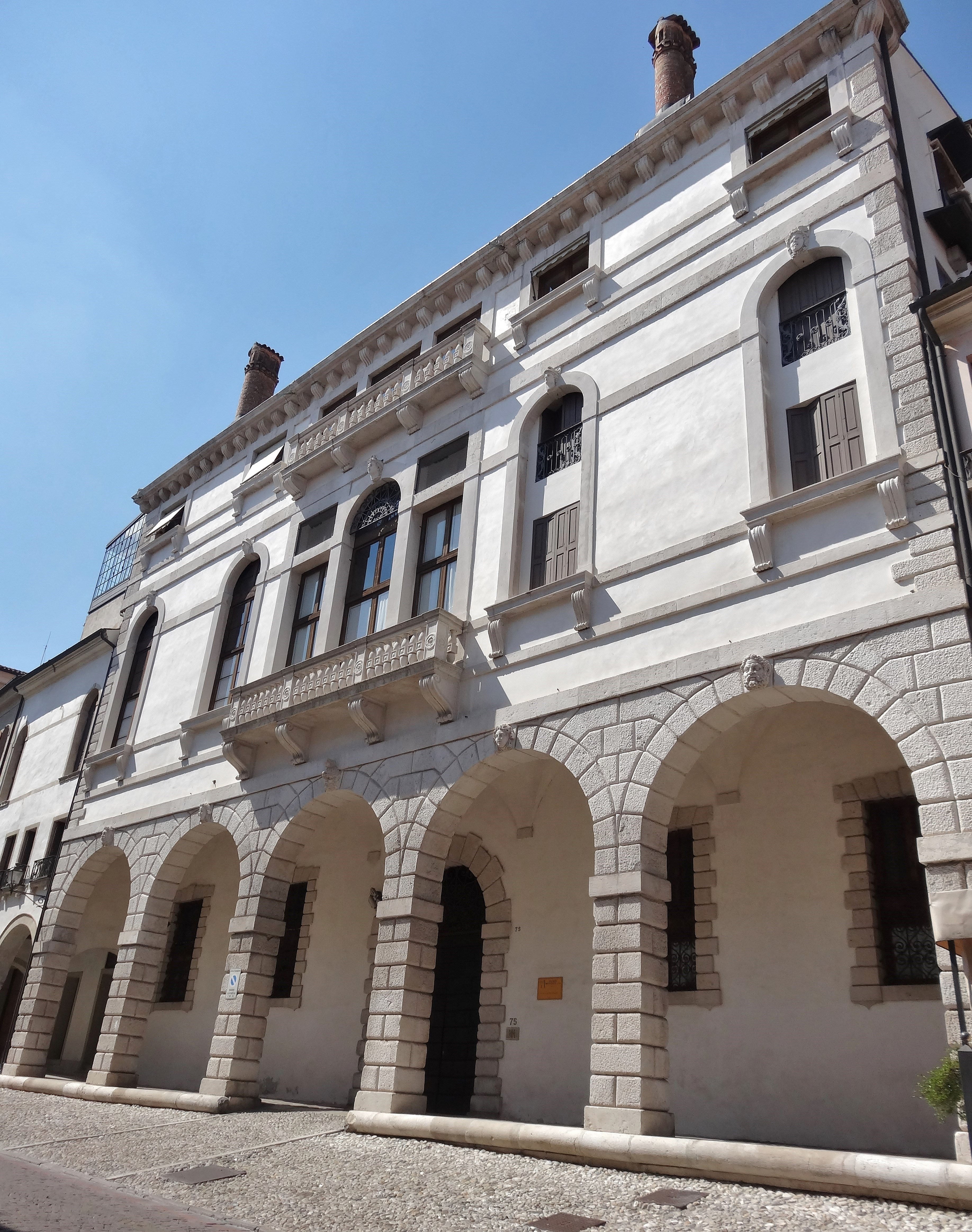
Palazzo Montalban vecchio, Conegliano.

Maddalena Montalban Comello fu figlia primogenita di Lucrezia Guizzetti e del conte Girolamo, nacque a Conegliano nel palazzo Montalban Nuovo il 16 settembre 1820. Nel 1842 Maddalena sposò Angelo Comello, membro di una ricca famiglia veneziana. Trasferendosi a Venezia divenne un'indiscussa protagonista del 1848 veneziano. Le due famiglie finanziarono in modo sostanzioso il governo provvisorio della Repubblica di San Marco durata diciassette mesi. Maddalena Montalban in quegli anni era in corrispondenza con Mazzini e con Garibaldi, di cui condivideva il pensiero e ne finanziava le imprese. Repubblicana convinta, per lei fu una delusione quando nella seduta del 3 luglio 1848, l’Assemblea approvò l’unione di Venezia con gli stati Sardi e la Lombardia. Il suo palazzo di San Canciano divenne ospedale dei feriti che medicava, aiutata dal comando della guardia civica della Pia Società delle donne veneziane. Montalban, oltre a ospitare e curare i feriti nella sua casa, organizzò una rete per alimentare la resistenza contro l’esercito austriaco che, agli ordini del feldmaresciallo Radetzky, attaccava su più fronti la città.
Con il 24 agosto del 1849 aveva fine l’impresa iniziata nel ’48 e gli austriaci tornavano a Venezia. Angelo Comello assieme a molti altri venne esiliato. Maddalena, si ritirò nella villa di Mottinello e riprese la corrispondenza con Garibaldi, Pepe e altri patrioti. Fu in relazione con i comitati segreti clandestini e con il Comitato centrale di Torino. Collaborò con il Partito d’Azione, con i Comitati di Genova, con quelli presieduti da Garibaldi, con il Comitato Politico Centrale Veneto, ponendo come ideale il raggiungimento dell’unità d’Italia, accantonando la propria fede repubblicana.

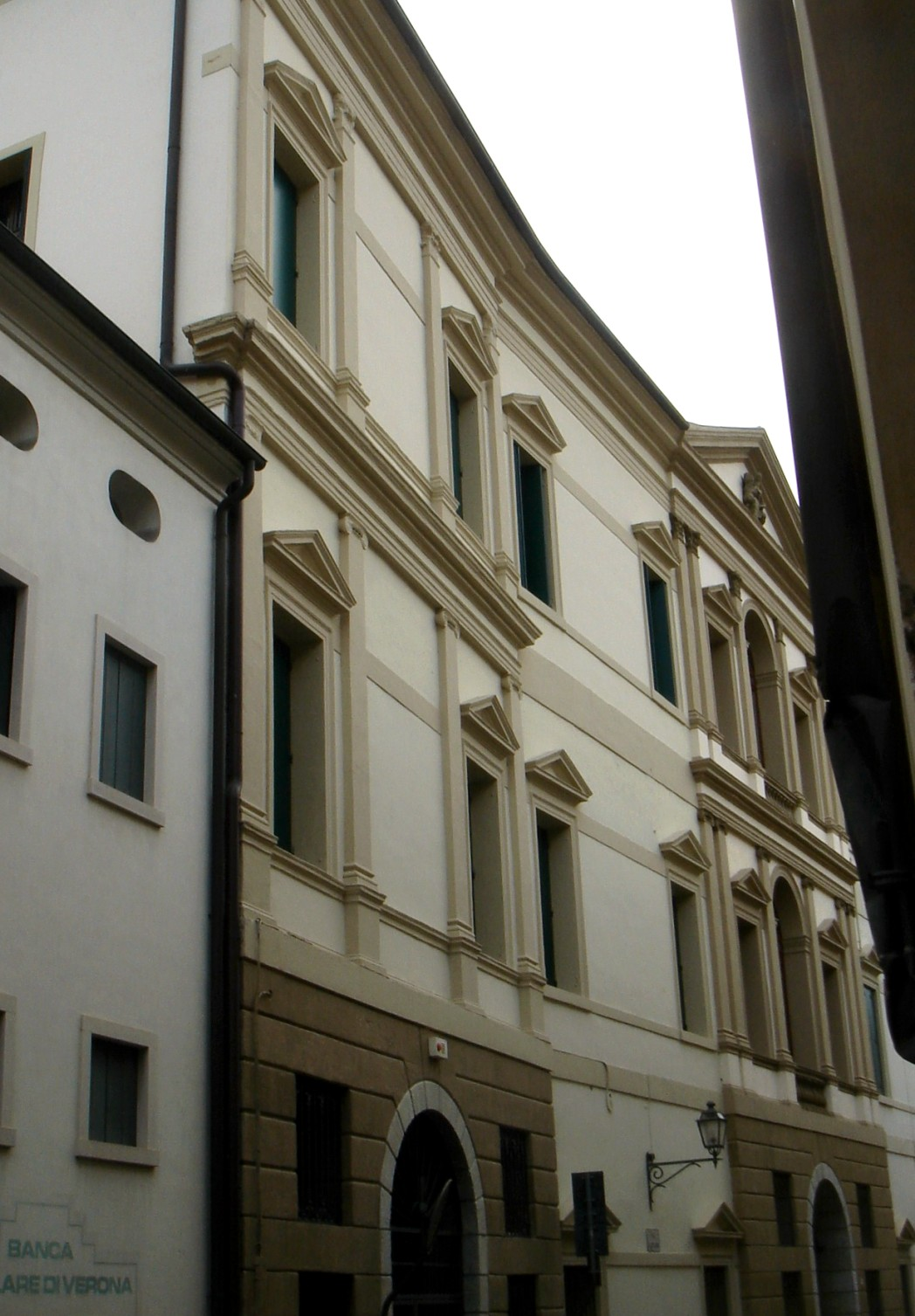
Palazzo Montalban nuovo, Conegliano.

Venne arrestata il 13 giugno 1861 per aver organizzato e partecipato con Laura Sardi, Teresa Danielato e Marianna Goretti, a una messa in suffragio di Cavour nella Basilica di San Marco e condannata a pagare una multa di 40 fiorini per evitare la detenzione ma preferì quest'ultima. Ancora una volta, il 4 gennaio 1863, Maddalena Montalban venne arrestata con Leonilde Lonigo Calvi, amica referente del Comitato clandestino di Padova, Guizzetti e Andrea Camporese con l’accusa di alto tradimento. Il processo si concluse con una condanna a cinque mesi. Le condannate si appellarono contro la sentenza e la condanna aumentò fino a dodici mesi. Fu così che il processo ebbe eco fuori dal Veneto. Scontata la pena, nel 1864 Leonilde Lonigo fu posta in libertà, mentre Maddalena Montalban fu trasferita alle carceri della Giudecca, assieme a malfattrici di ogni genere in un ambiente malsano e sotto stretta sorveglianza. Doveva affrontare un nuovo processo ed era emerso che dal carcere del Ponte della Paglia aveva corrisposto con altri detenuti politici e con i comitati segreti. Il secondo procedimento penale cominciò nel dicembre del 1864 con l’accusa di aver agito contro la potenza militare dello Stato. Durante la fase istruttoria del processo, per volontà dell’Imperatore Francesco Giuseppe, il 15 aprile 1865 venne scarcerata dopo ventotto mesi di reclusione. Il processo si concluse il 2 agosto successivo con il proscioglimento di Maddalena. Il Governatore militare di Venezia, barone Alemann, considerava Montalban una vera cospiratrice tanto da inserirla nel bando del 1866, unica donna, tra gli uomini allontanati da Venezia. Il 3 luglio 1866 l’Austria cedette il Veneto a Napoleone III e a seguito del Plebiscito il Veneto venne annesso al Regno d’Italia. A seguito di malattia contratta in carcere il 31 maggio 1869 Maddalena Montalban morì all’età di quarantanove anni. I funerali della contessa mazziniana il 2 giugno, furono imponenti e partecipati.

### Osalco Rinaldo Montalban
Osalco Rinaldo Montalban, secondogenito di Guido Montalban e Valeria Di Gaspero, nasce a Villach il 29 settembre del 1911. Le sue radici nobili si legano alla figura di Gio Batta Montalban, di cui è diretto discendente. Rimasto figlio unico a causa della prematura scomparsa della primogenita Lidia, Osalco si rivela subito un bambino dotato di brillante ingegno. A dieci anni frequenta il prestigioso collegio Morosini di Venezia, mentre per le scuole superiori si sposta negli anni Trenta a Cividale. Conclude il suo percorso di studi laureandosi in scienze politiche e inizia la sua carriera nell’aviazione, arruolandosi nell'aeronautica militare a Campoformido nel 1935. Trasferitosi a Rimini, dove fonda l'aeroporto Miramare, il 1º gennaio 1939 rimane vittima di un terribile incidente aereo, in seguito al quale è costretto a lasciare la carriera militare. Nel 1942 a Modena convola a nozze con Rosanna Paltrinieri, conosciuta sulle piste da sci di Cortina. Dopo il matrimonio, Osalco lavora presso l'aeroporto del Lido di Venezia, località molto amata dalla coppia e teatro di importanti eventi internazionali come la Mostra del Cinema di Venezia. Rientrato a Conegliano, unisce la mai sopita passione per la meccanica di precisione a uno straordinario fiuto imprenditoriale, e nel 1947, con un equipaggiamento di tre torni alimentati da motori elettrici, apre un laboratorio presso le ex-scuderie del suo Palazzo, iniziando a produrre componenti e minuterie per occhiali: è il momento che sancisce la nascita di Visottica, oggi Gruppo leader mondiale nella micromeccanica di precisione per il settore occhialeria e non solo, con quartier generale a Susegana (TV). Negli anni Cinquanta, grazie alla sua genialità e all’esperienza in aeronautica, è lo stesso Osalco a costruire i macchinari della fabbrica. L’azienda negli anni cresce, passando da 5 dipendenti a 35 operai specializzati, e si susseguono le invenzioni e i relativi brevetti, oggi conservati gelosamente nell’Archivio Storico dell’azienda. Visottica amplia il proprio raggio e si sviluppa ulteriormente nel corso degli anni, imponendosi sul mercato e partecipando alle più importanti fiere internazionali. Progressivamente, Osalco lascia le redini dell’azienda al figlio Rinaldo Montalban, oggi Presidente del Gruppo Visottica, nato nel 1955 e secondogenito di Osalco e Rosanna (nel 1946 era nata la primogenita Nicoletta). Osalco Rinaldo Montalban si spegne il 9 marzo del 2009, lasciando scritta nel testamento la richiesta che il suo funerale si svolga all’alba, “così sono esonerati dal parteciparvi quelli che a quell’ora sono soliti dormire”.

### Rinaldo Guido Goffredo Montalban
Rinaldo Guido Goffredo Montalban, secondogenito di Osalco Montalban e Rosanna Paltrinieri, nasce nel 1954. Trascorre l’infanzia al Lido di Venezia con la famiglia, frequentando il Liceo scientifico Benedetti a Venezia ed iscrivendosi poi alla facoltà di Economia Aziendale all’Università Cà Foscari. Durante il periodo degli studi conosce Raffaella Lizambri, con cui convola a nozze nel 1982 e dalla cui unione nascono gli eredi Matilde nel 1984 e Gregorio nel 1987. Una volta terminati gli studi, Rinaldo, mosso dalla stessa passione per la meccanica ereditata dal padre, fa il suo ingresso in Visottica affiancando Osalco nell’ideazione di nuove soluzioni tecniche e nell’ampliamento della gamma di prodotto. In questa fase, Visottica è un’azienda molto solida, ma necessita di una svolta per crescere ed espandersi ancora. L’arrivo di Rinaldo porta nuove idee e avvia un percorso di sviluppo che conduce l’azienda ad esplorare nuovi mercati, sotto il segno dell’innovazione, dell’eccellenza e degli investimenti tecnologici. Tappe fondamentali nella crescita di Visottica sono l’apertura a fine anni ‘80 di una trading company ad Hong Kong, l’acquisizione della società Comotec (2010) in Cina e l’inaugurazione di un nuovo stabilimento ancora in Cina nel 2017. Oggi Rinaldo Montalban è a capo di un Gruppo leader mondiale nella produzione di componenti per l’occhialeria e non solo, come dimostrano i numeri: Visottica Group conta 8 società, fattura 86 milioni di euro (dato 2021) e dà lavoro a 1300 persone, producendo oltre un miliardo di pezzi ogni anno.

## Luoghi e architetture

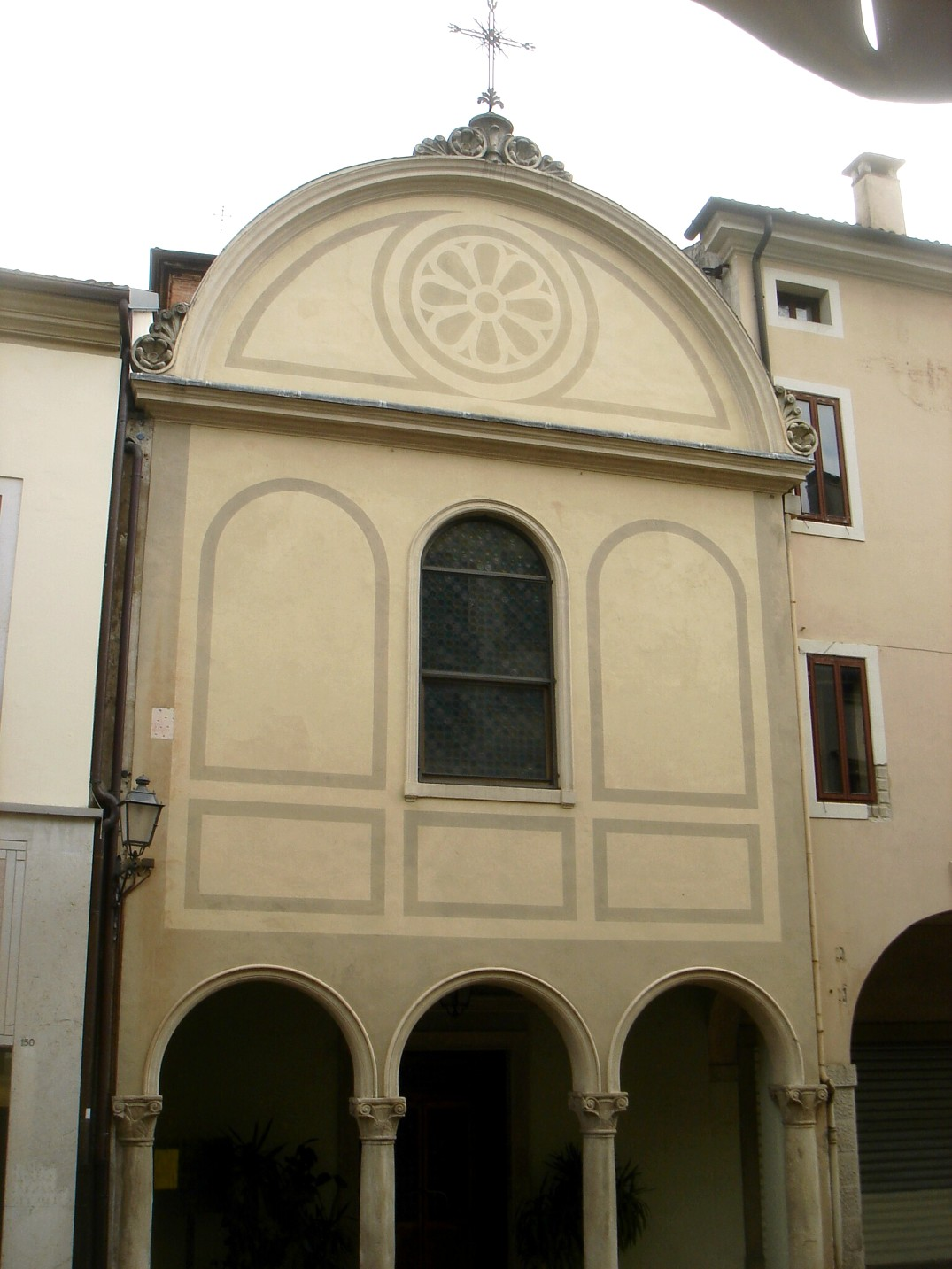
Facciata della Madonna della Salute in Contrada Granda

La chiesa della Beata Vergine della Salute: fu nel 1652 che il Conte Rinaldo, in memoria delle vittime della peste che nel 1630 dilagò in tutto il nord Italia, volle l'edificazione della chiesa della Beata Vergine della Salute. Concesse l'area e predispose mille Scudi a patto che l'opera venisse completata entro tre anni dalla morte dell'amata Contessa Elisabetta.
- Palazzo Montalban vecchio a Conegliano (XVI)
- Palazzo Montalban nuovo a Conegliano (XVIII sec.)
- Villa Fulcis-Montalban a Belluno (XVII sec.)
- Villa Montalban-Ghetti (XVII sec.)
- Chiesa della Beata Vergine della Salute (XVII sec.)